# Pomigliano d'Arco
Pomigliano d'Arco es un municipio italiano localizado en la ciudad metropolitana de Nápoles, región de Campania. Cuenta con 39.794 habitantes en 11,71 km².
El territorio municipal contiene las frazioni (subdivisiones) de Castello, Ciccarelli, Cutinelli, Feudo, Fornaro, Guadagni, Masseria Guadagni, Papaccio, Pratola y Tavolone. Limita con los municipios de Acerra, Casalnuovo di Napoli, Castello di Cisterna, Sant'Anastasia y Somma Vesuviana.
Es un importante polo industrial, siendo sede, entre otros, de Fiat Pomigliano d'Arco, del centro ELASIS y de Alenia Aermacchi. 
Pomigliano d'Arco es el lugar de nacimiento de personajes famosos como, por ejemplo, el exfutbolista y entrenador Vincenzo Montella, el exfutbolista Felice Piccolo y la mezzosoprano Serena Malfi.

## Galería

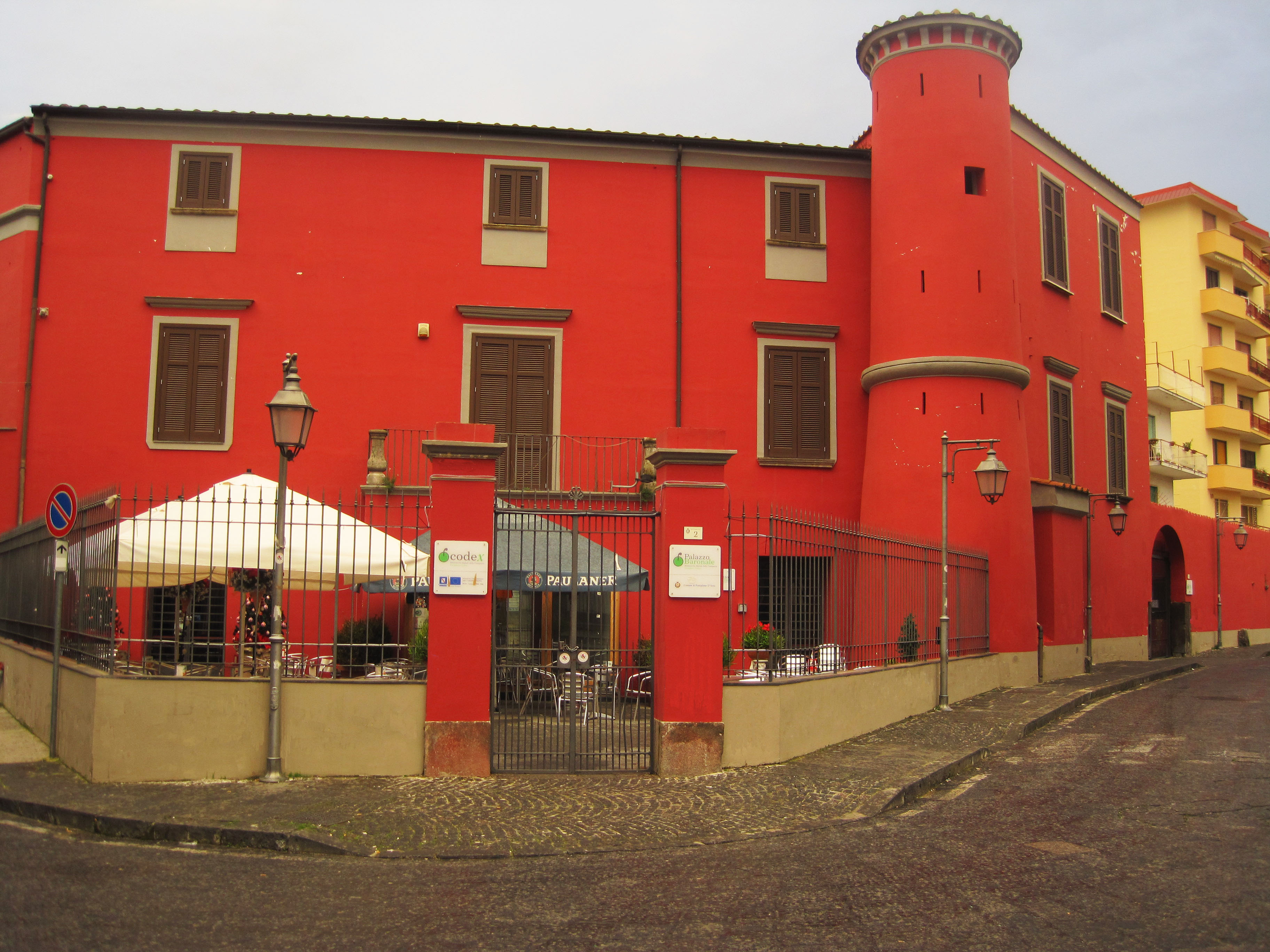
Palacio del Barón.
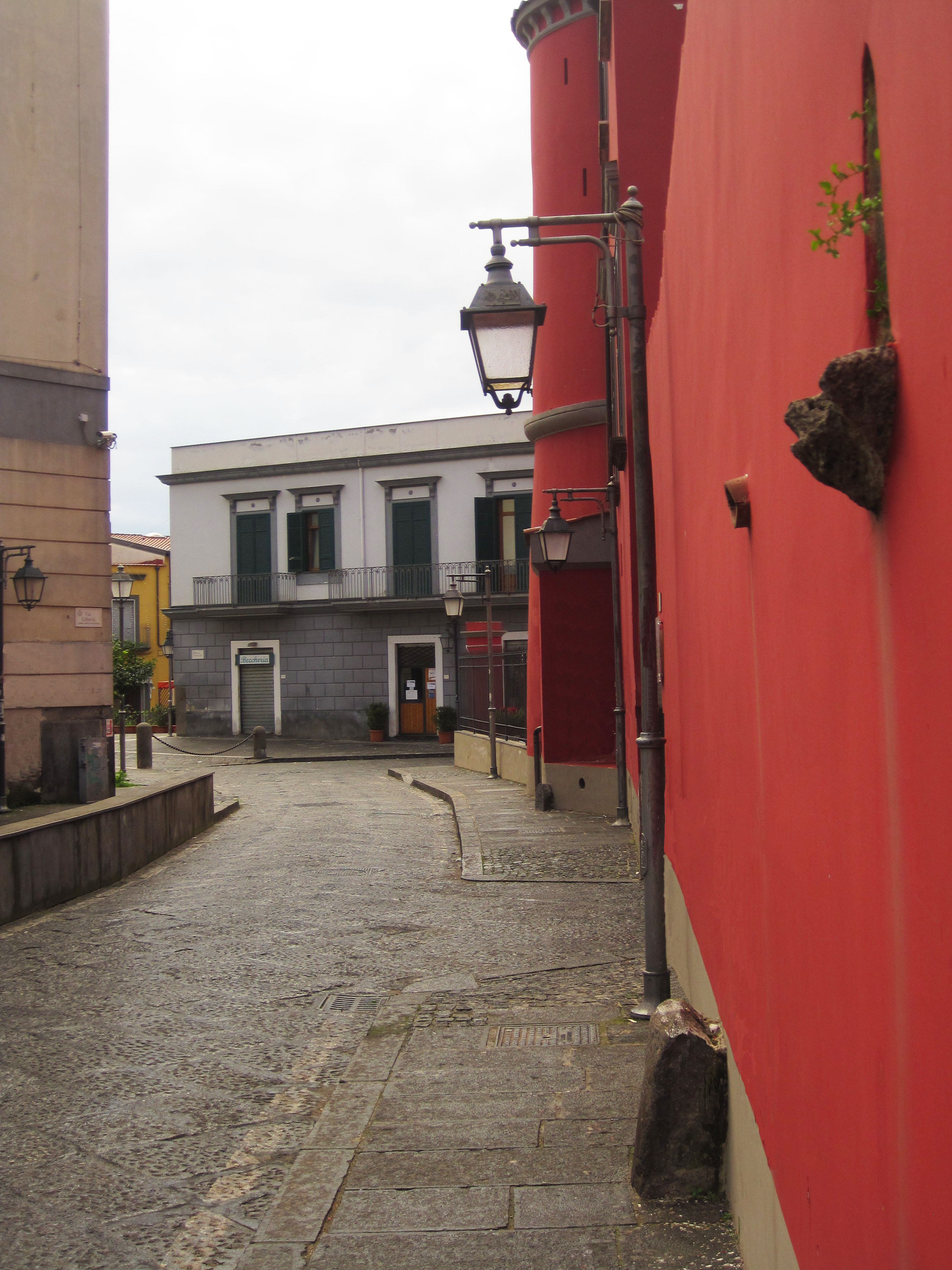
Via Libertà.
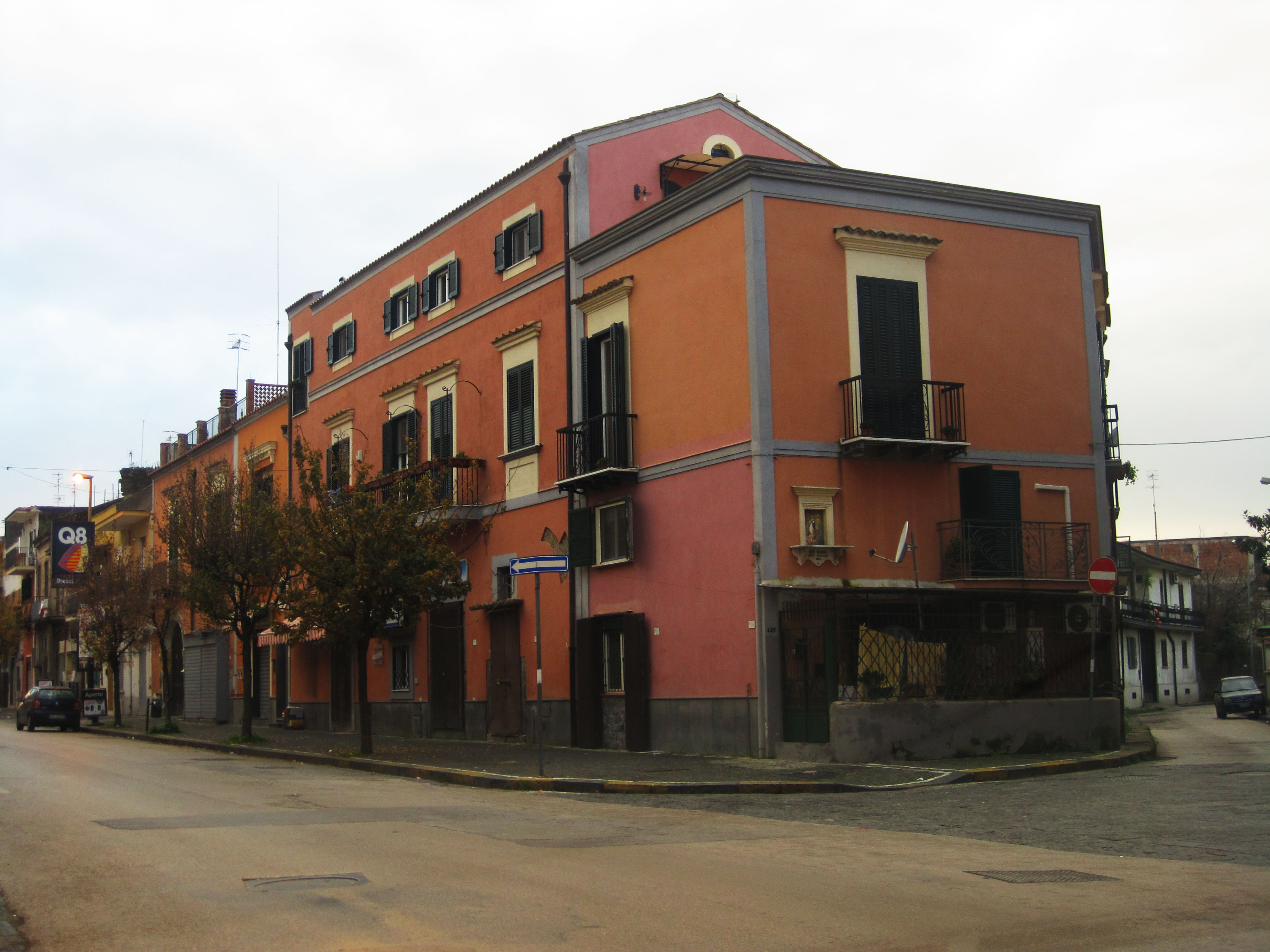
Edificios en el casco antiguo.
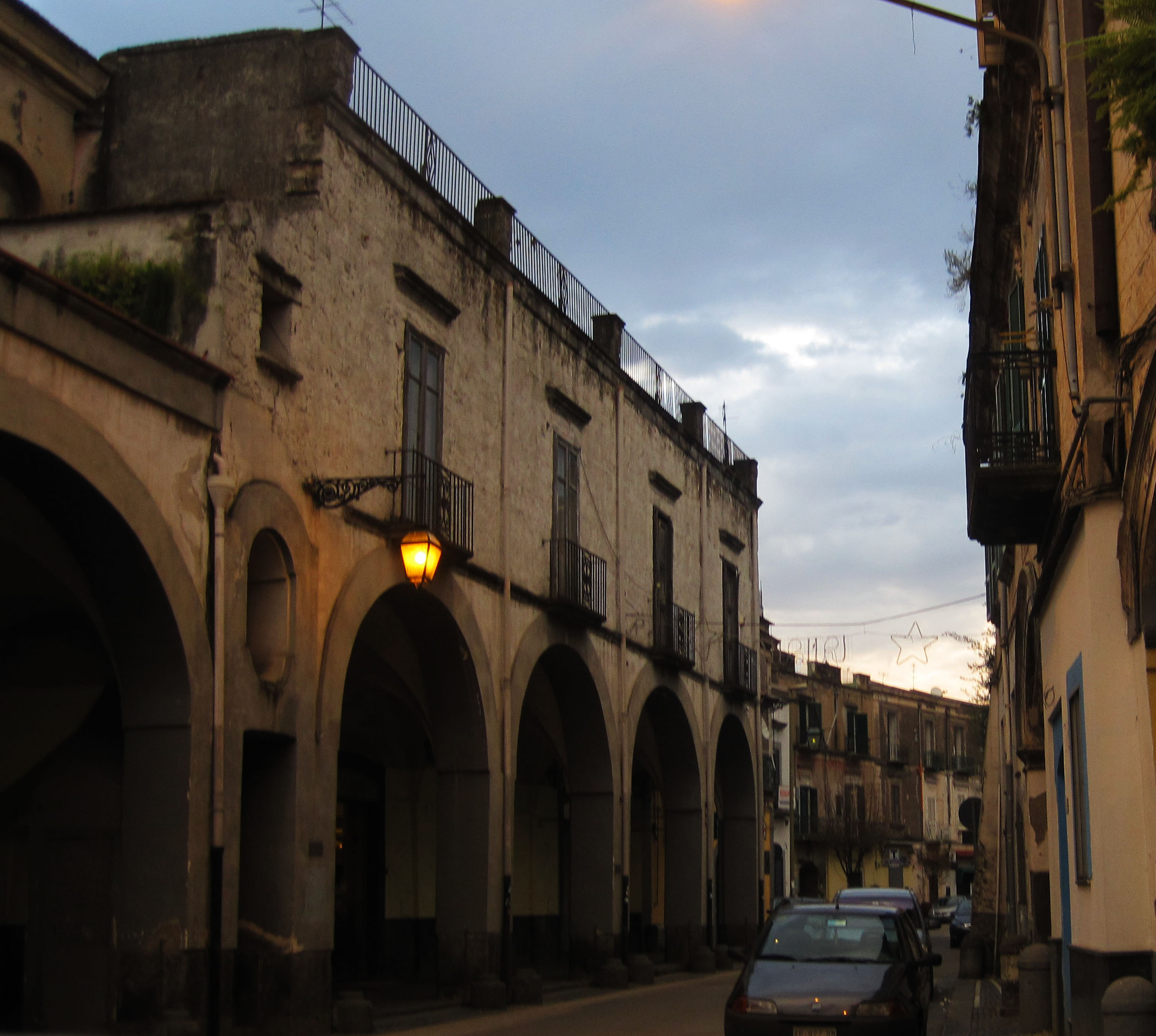
Taverna d' 'o Passo, en el centro histórico.
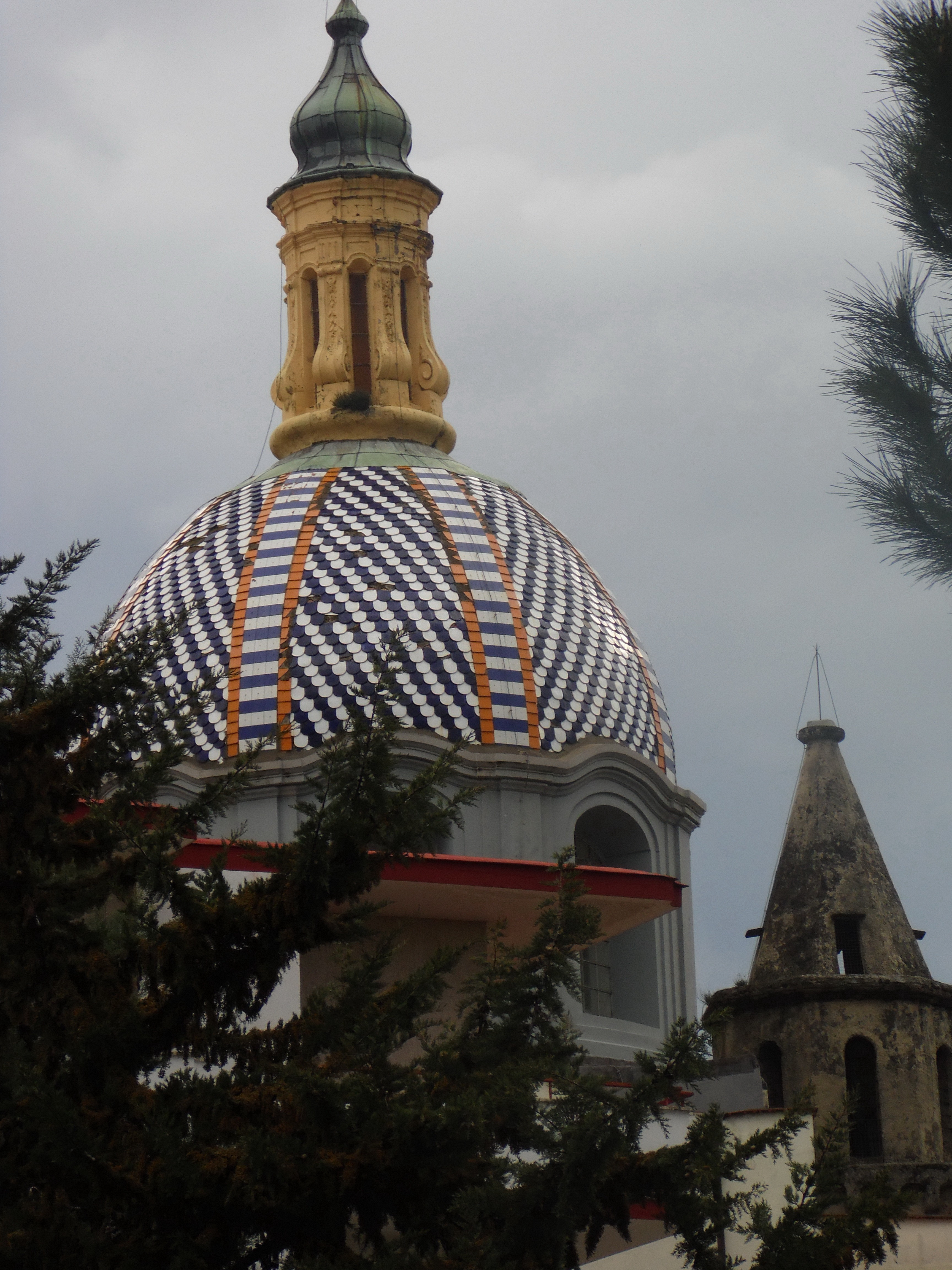
Cúpula.
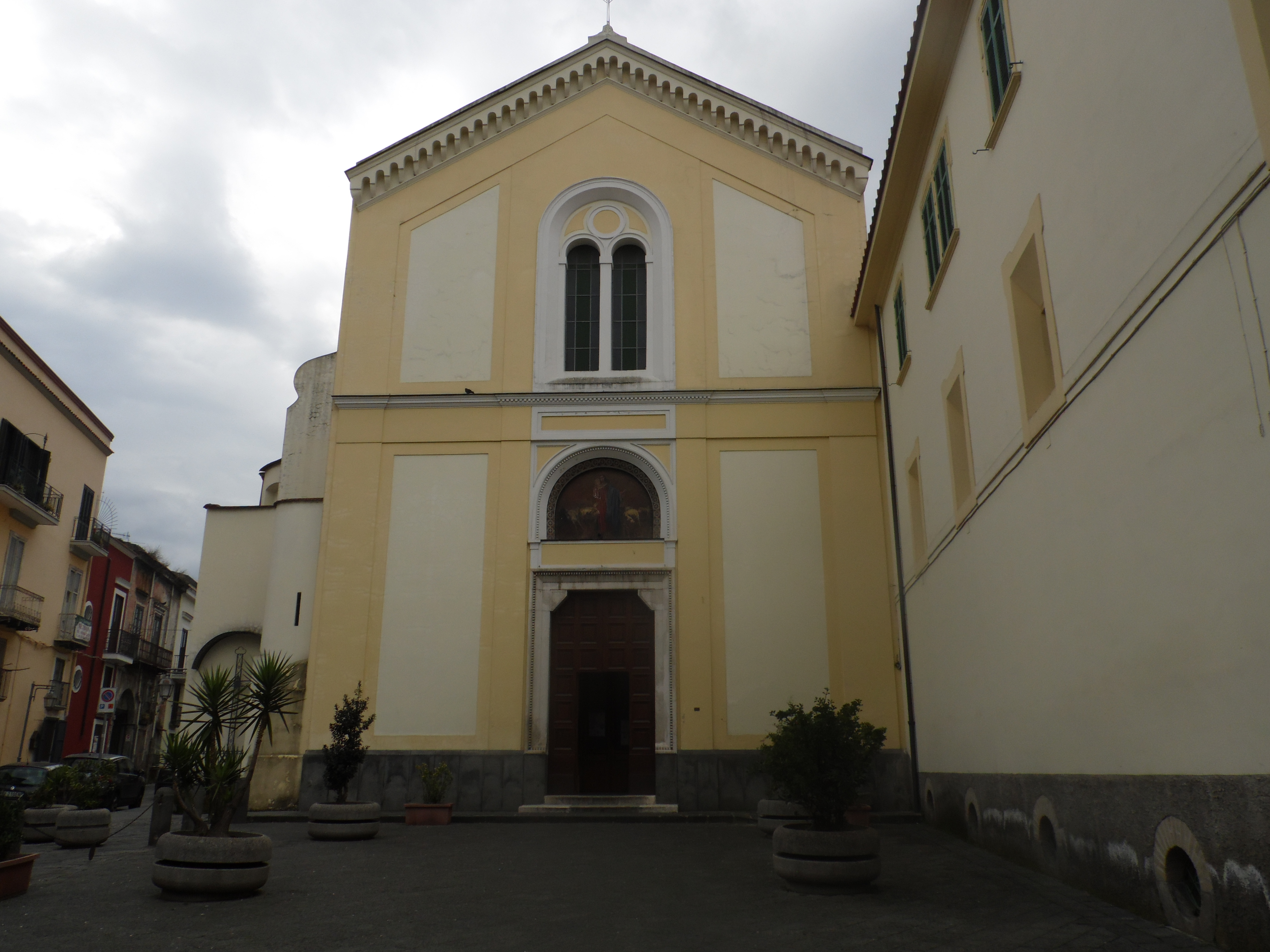
Iglesia de San Félix.
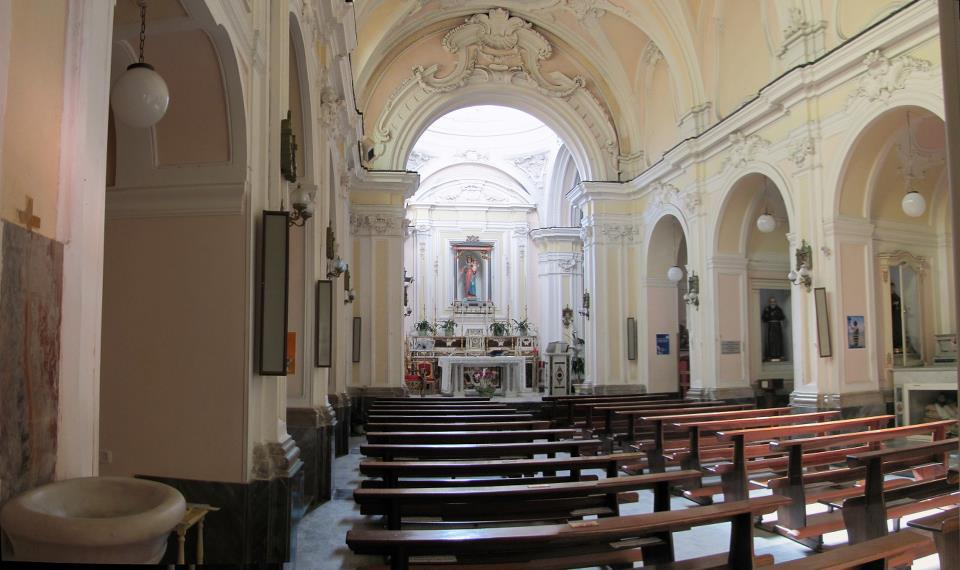
Iglesia de Santa María de las Gracias.
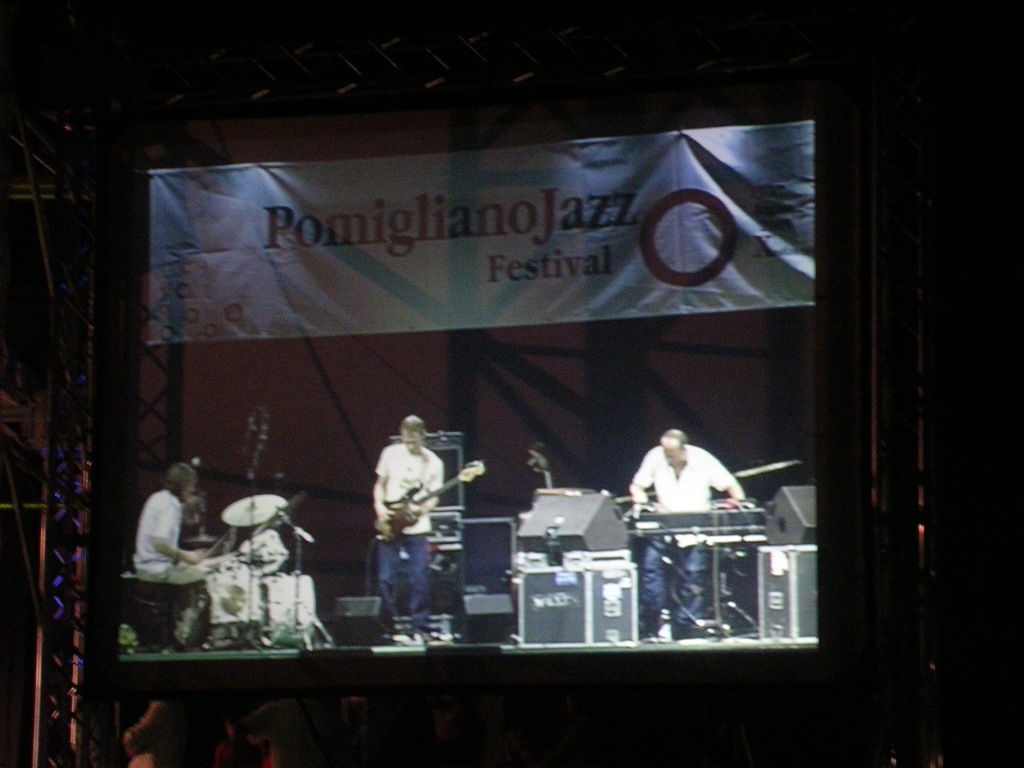
Pomigliano Jazz Festival.

## Demografía
| Gráfica de evolución demográfica de Pomigliano d'Arco entre 1861 y 2011 |
|                                                                         |
| Fuente ISTAT - elaboración gráfica de Wikipedia                         |

## Ciudades hermanadas
- Birmingham, Alabama, Estados Unidos
- Blagnac, Francia